# Versión históricamente informada

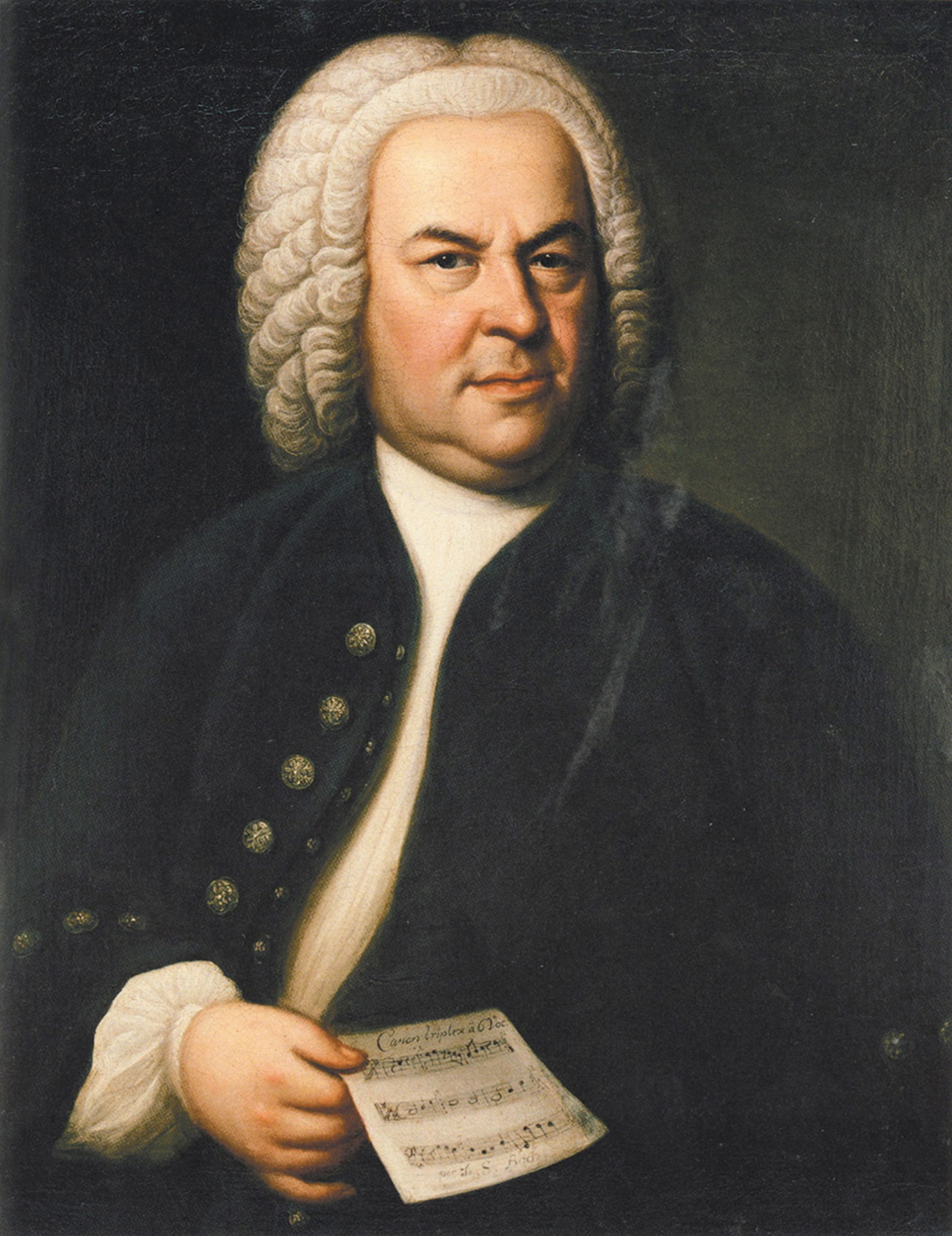
Johann Sebastian Bach, uno de los compositores más investigados por la HIP (Historically Informed Performance).

Dentro del campo de la música clásica, se conoce como versión históricamente informada (HIP o historically informed performance en inglés) al movimiento que busca interpretar las obras musicales de diferentes períodos históricos de manera similar a la forma en la que fueron concebidas. En particular, distintas agrupaciones de música coral e instrumental buscaron renovar mediante este enfoque la interpretación de música medieval, del Renacimiento, del Barroco y del Clasicismo.

## Origen
Desde mediados del siglo XX, a la ya usual revalorización de obras de antiguos compositores olvidados vino a sumarse el interés por lograr una versión informada mediante el estudio de facsímiles, tratados de época y otros documentos históricos. Gracias a estas investigaciones, se reintrodujeron en la práctica musical académica instrumentos de época para ese entonces considerados anticuados, como el clave, la flauta dulce, la viola da gamba y el laúd, así como versiones antiguas de los instrumentos actuales. En contraste con los arreglos románticos de composiciones antiguas (como la famosa Aria para la cuerda de sol, del tercer movimiento de la Suite para orquesta n.º 3 de Johann Sebastian Bach), varios exponentes de la interpretación historicista buscaron reducir al mínimo el uso del vibrato y emplear tempos más rápidos. 
Entre las agrupaciones más representativas del movimiento, cabe destacar el Concentus Musicus Wien (dirigido por Nikolaus Harnoncourt), el Leonhardt-Consort (Gustav Leonhardt), el Collegium Vocale Gent (Philippe Herreweghe), los English Baroque Soloists y el Monteverdi Choir (John Eliot Gardiner), la Academy of Ancient Music (Christopher Hogwood), The English Concert (Trevor Pinnock), el Taverner Consort, Choir and Players (Andrew Parrott) y la Amsterdam Baroque Orchestra & Choir (Ton Koopman).